# (1573) Väisälä
(1573) Väisälä – planetoida z grupy pasa głównego asteroid okrążająca Słońce w ciągu 3 lat i 239 dni w średniej odległości 2,37 au. Została odkryta 27 października 1949 roku Observatoire Royal de Belgique w Uccle przez Sylvaina Arenda. Nazwa planetoidy pochodzi od Yrjö Väisälä, fińskiego astronoma. Przed nadaniem nazwy planetoida nosiła oznaczenie tymczasowe (1573) 1949 UA.